# 52.º Regimiento Aéreo
El 52.º Regimiento Aéreo (52. Flieger-Regiment) fue una unidad de la Luftwaffe de la Alemania nazi.

## Historia
Fue formado el 16 de agosto de 1942, a partir del 52º Regimiento de Instrucción Aérea. En noviembre de 1942 es renombrado como 18.ª División de Campaña de la Luftwaffe.

## Orden de batalla
- 1942: Plana Mayor, I. - III.